# Meet Wally Sparks
Meet Wally Sparks é um filme de comédia estadunidense de 1997, estrelado por Rodney Dangerfield.

## Sinopse
Wally Sparks é o apresentador de um programa de televisão sensacionalista, que, para tentar aumentar os índices de audiência, vai até a mansão do governador para revelar ao público um escândalo sexual.

## Elenco
- Rodney Dangerfield	.... 	Wally Sparks
- Debi Mazar	.... 	Sandy Gallo
- David Ogden Stiers	.... 	Gov. Floyd Preston
- Burt Reynolds	.... 	Lenny Spencer
- Rita McKenzie	.... 	Helen Williams
- Lisa Thornhill	.... 	Priscilla Preston
- Mark L. Taylor	.... 	Harvey Bishop
- Cindy Williams	.... 	Emily Preston
- Gilbert Gottfried	.... 	Sr. Harry Karp
- Eamonn Roche	.... 	Alan Miller
- Michael Weatherly	... 	Dean Sparks
- Glenn Walker Harris Jr.	.... 	Robby Preston